# Murray Taylor
Pas d'image ? Cliquez ici

a Compétitions nationales et continentales officielles uniquement.

b Matchs officiels uniquement.
Murray Barton Taylor, né le 25 août 1956 à Hamilton en Nouvelle-Zélande, est un ancien joueur de rugby à XV qui a joué avec l'équipe de Nouvelle-Zélande. Il évoluait au poste de demi d'ouverture (1,78 m pour 76 kg). 

## Carrière
Il a joué 53 matchs avec la province de Waikato.
Il a disputé son premier test match avec l'équipe de Nouvelle-Zélande le 7 juillet 1979 contre l'équipe de France. Son dernier test match fut contre l'équipe d'Australie, le 28 juin 1980. 

## Palmarès
- Nombre de test matchs avec les Blacks : 7
- Nombre total de matchs avec les Blacks : 30